# Santiago de Chuco (distrito)
Santiago de Chuco é um distrito do Peru, departamento de La Libertad, localizada na província de Santiago de Chuco.

## Transporte
O distrito de Santiago de Chuco é servido pela seguinte rodovia:
- PE-3N, que liga o distrito de La Oroya (Região de Junín) à Puerto Vado Grande (Fronteira Equador-Peru) no distrito de Ayabaca (Região de Piura)
- LI-122, que liga o distrito à cidade de Chao
- LI-121, que liga o distrito de Quiruvilca  à cidade de Chao [1][2][3]